# Live Freaky! Die Freaky!
Live Freaky Die Freaky är en amerikansk stop-motionfilm från 2006. Filmen är regisserad av John Roecker, som även skrivit manuset, och skildrar Charles Mansons (i filmen Charles Hanson) mord på Sharon Tate (i filmen Sharon Hate) i Hollywoods öken.

## Handling
Året är 3069 och vår planet, tom på råvaror efter år av krig och elände, har blivit ett ökenlandskap. En framtida nomad hittar av misstag "Helter Skelter".